# Commanderie de La Couvertoirade
La commanderie de La Couvertoirade se situe dans le département de l'Aveyron à 20 kilomètres au sud-est de Sainte-Eulalie-de-Cernon.

## Historique
Alors que le village existait depuis longtemps, la commanderie de La Couvertoirade fut fondée en 1181 après avoir reçu en don un mas des seigneurs Richard de Montpaon et Brenguier de Molnar.
En 1249, les Templiers de Sainte-Eulalie construisirent un château, une chapelle, et fortifièrent le village.
Peu après 1307, les Templiers furent arrêtés et emprisonnés au château de Najac, leurs biens furent confisqués. 
L'ordre des Hospitaliers de Saint-Jean de Jérusalem reçurent la commanderie à la suite de la dissolution de l'ordre du Temple. Ils construisirent les fortifications afin de protéger la trentaine de familles qui habitaient dans le village.
En 1945, le donjon et les restes du château sont classés au titre des monuments historiques.

## Organisation

### Le château

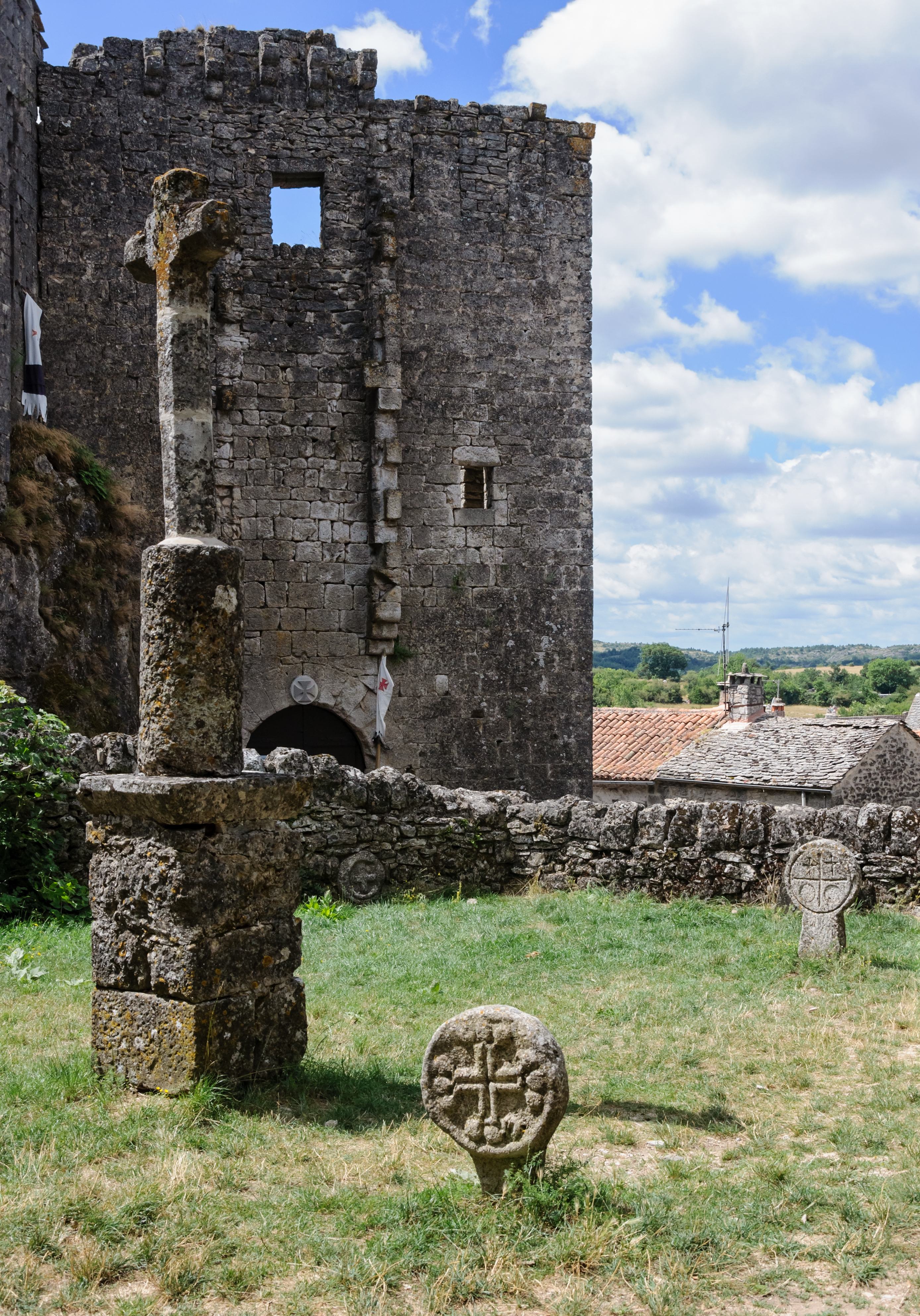
Les restes du château vus de l'ancien cimetière.

La construction du château fut achevée en 1249. Il comportait un petit donjon abritant un four, une citerne et trois chambres à l'étage. Il est adjacent au donjon principal, de style roman à contreforts plats. C'est l'un des rares châteaux construits par les Templiers en France. On peut apercevoir la porte des murailles, la bretèche d'entrée, technique de défense militaire importée des croisades. Les Hospitaliers ajoutèrent une tour supplémentaire accolée au donjon, qui est aujourd'hui en partie ruinée. En revanche, le donjon est en très bon état de conservation.

### L'église
Elle a été rebâtie par les Hospitaliers au XIVe siècle et est construite sur un plan régional. Elle est composée d'une nef simple à deux travées voûtées, d'un chœur rectangulaire également voûté.

## Commandeurs templiers
| Nom du commandeur | Dates |
| Raimond Bermond   | 1273  |